# Krzywa Bethe-Slatera

Krzywa Bethe-Slatera, pierwiastki powyżej osi poziomej wykazują własności ferromagnetyczne, a poniżej – antyferromagnetyczne

Krzywa Bethe-Slatera – wykres przedstawiający zależność energii wymiany {\displaystyle E} dla metali przejściowych od stosunku odległości międzyatomowych {\displaystyle a} do promienia {\displaystyle r} powłoki elektronowej 3d.
Krzywa ilustruje, dlaczego tylko niektóre metale wykazują własności ferromagnetyczne (powyżej osi poziomej), podczas gdy inne są antyferromagnetyczne (poniżej osi).
Dla pary atomów oddziaływanie wymienne {\displaystyle w_{ij}} (odpowiadające za energię {\displaystyle E}) może być obliczona jako:
{\displaystyle w_{ij}=-2\cdot J\cdot S_{i}\cdot S_{j},}
gdzie:
{\displaystyle J} – całka wymiany,
{\displaystyle S} – spin elektronu,
{\displaystyle i} oraz {\displaystyle j} – indeksy poszczególnych atomów.